# Institut de recherches agronomique et zootechnique
L’Institut de Recherche Agronomique et Zootechnique (IRAZ) est un établissement de recherche commun aux trois pays de la Communauté économique des Pays des Grands Lacs : le Burundi, le Rwanda et la République Démocratique du Congo.
Fondé en 1979, son siège est situé à Gitega, au centre du Burundi.

## Histoire
La Communauté économique des pays des Grands Lacs est une organisation internationale créée le 20 septembre 1976 pour l'intégration économique et la facilitation des mouvements des biens et des personnes entre  le Burundi, le Zaïre (actuelle République démocratique du Congo) et le Rwanda. La fondation de lInstitut de recherches agronomique et zootechnique fondé en 1979 découle de cette organisation
L’Institut de la Recherche Agronomique et Zootechnique (IRAZ) a été créé à l'issue de la Conférence de Bujumbura du 8 au 9 décembre 1979, quand les chefs d’Etats du ZaïreMobutu Sese Seko, du Rwanda , Juvénal Habyarimana  et du Burundi, Jean-Baptiste Bagaza  décident de sa fondation. Sa mission principale est de faire de la recherche dans le domaine agronomique et zootechnique et de participer à l'exécution des projets communautaires, dans le but de favoriser l'autosuffisance alimentaire des 3 pays membres. Son siège se trouve à Gitega, au Burundi.

## Liste des pays membres
- Burundi
- République démocratique du Congo
- Rwanda

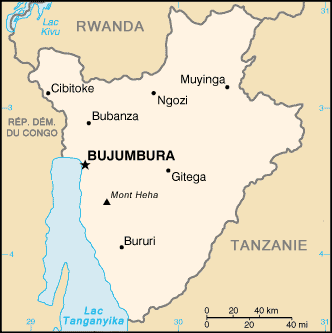
Carte du Burundi.
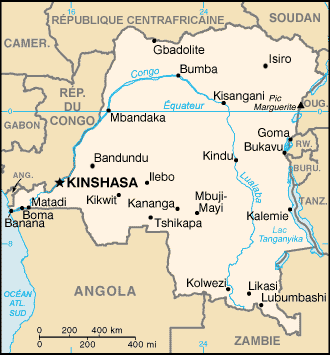
Carte de la République démocratique du Congo.
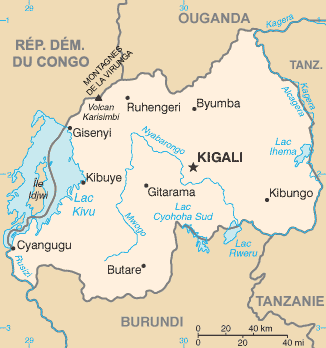
Carte du Rwanda.

## Mission
La mission de l’IRAZ est de contribuer à mettre en place des conditions de sécurité alimentaire grâce à la recherche agronomique et zootechnique. En 2008, il dispose de dix chercheurs permanents. Ses principales missions sont:
- Inventorier les ressources agricoles et zootechniques communautaires, analyser les problèmes et constituer une banque de données pour atteindre ses objectifs[3].
- Réaliser des études de faisabilité et d’exécution de projets communautaires dans le domaine agricole et zootechnique.
- Fournir aux États membres les résultats d’études et d’enquêtes dans les différents domaines d’activités assignés à l’IRAZ.
- Collaborer avec les États membres pour élaborer des programmes de recherche et utiliser rationnellement leurs ressources agricoles et zootechniques.
- Établir et renforcer les relations avec les organismes nationaux et internationaux travaillant sur les questions agricoles et zootechniques, en intensifiant l’échange d’informations et de matériel végétal et animal dans le domaine de la recherche[3].

## Compétences
Avant la crise de 1993 qui a secoué le Burundi, l’IRAZ menait d’importants projets de recherche. Actuellement, des démarches sont en cours pour relancer ces activités dans les trois pays membres.
L’Institut de Recherche Agronomique et Zootechnique (IRAZ) se consacre à plusieurs domaines de recherche spécifiques dans le but d’améliorer la sécurité alimentaire et le développement agricole dans les pays membres de la Communauté économique des Pays des Grands Lacs. Voici quelques-uns de ces domaines:
Agronomie
- Étude des pratiques agricoles, de la gestion des sols, des cultures et des systèmes de culture.
- Recherche sur les semences, les variétés végétales et les techniques de production agricole[3].

Zootechnie
- Élevage et gestion des animaux domestiques (bovins, ovins, porcins, volailles, etc.).
- Amélioration génétique des animaux pour accroître la productivité et la résistance aux maladies[3].

Agroforesterie
- Intégration des arbres et des cultures pour une utilisation durable des terres.
- Recherche sur les systèmes agroforestiers et leurs avantages environnementaux[3].

### Systèmes de production intégrés
- Étude des interactions entre l’agriculture, l’élevage et la foresterie[3].
- Développement de pratiques agricoles durables et diversifiées.

Gestion des ressources naturelles:
- Recherche sur la conservation des sols, de l’eau et de la biodiversité.
- Promotion de pratiques agricoles respectueuses de l’environnement[3].

### Sécurité alimentaire et nutrition
Évaluation des besoins alimentaires et des carences nutritionnelles.
Recherche sur les moyens d’améliorer l’accès à une alimentation saine et équilibrée.

## Institutions de la CEPGL
- Banque de développement des États des Grands Lacs (BDEGL)
- Communauté économique des pays des Grands Lacs (CEPGL)
- Société internationale d'énergie des Grands Lacs (SINELAC)
- Énergie des Grands Lacs (EGL)